# Tom Staar
Tom Staar, de son vrai nom Thomas Ingamells, est un disc jockey anglais, né à Londres et actif depuis 2009.

## Discographie[2]

### Singles
- 2012 : Cheyenne [Kindergarten Recordings]
- 2012 : Evil Lurks (avec Wolfgang Gartner) [Ultra]
- 2012 : Kingdom (Vocal Mix) [Mixmash Records]
- 2013 : After Dark [Wall Recordings]
- 2013 : Staars [Spinnin Records]
- 2013 : Faces (avec Chrom3) [Kindergarten Records]
- 2014 : Rocket [Toolroom Records]
- 2014 : Matterhorn (avec Kaz James) [Staar Traxx]
- 2014 : Totem (avec Ansolo) [Size Records]
- 2014 : Jericho [Size Records]
- 2015 : Wide Awake (avec Still Young) [Spinnin Records]
- 2015 : Bora, Axtone Records
- 2015 : Higher [SPRS]
- 2015 : De Puta Madre (avec Kryder & The Wulf) [SPRS]
- 2015 : Kraken (avec Knife Party) [Earstorm/Big Beat Records]
- 2016 : Empire (avec Dimitri Vangelis & Wyman) [Buce Records]
- 2016 : The Funkatron (avec Robbie Riveira) [Axtone Records]
- 2016 : Disappear (avec NEW_ID) [SPRS]

### Remixes
- 2012 : Rob Marmot, My Digital Enemy - African Drop (Tom Staar Remix) [Wall Recordings]
- 2012 : Afrojack, Shermanology - Can't Stop Me (Kryder & Staar Remix) [Wall Recordings]
- 2013 : Tommy Trash - Monkey See Monkey Do (Tom Staar Remix) [mau5trap]
- 2013 : Francesco Rossi - Paper Aeroplane (Tom Staar Remix) [d:vision]
- 2013 : Dirty South, Joe Gil - Until The End (Tom Staar Mix) [Phazing]
- 2013 : Dave Spoon - At Night (Tom Staar Remix) [Toolroom Records]
- 2014 : Arno Cost, Norman Doray - Apocalypse 2014 (Kryder & Tom Staar Remix) [Spinnin Records]
- 2014 : Armin van Buuren - Ping Pong (Kryder & Tom Staar Remix) [Armind (Armada)]
- 2014 : Galantis - You (Tom Staar Remix) [Big Beat Records]
- 2014 : Marlon Hoffstadt, Dansson - Shake That (Tom Staar Remix) [FFRR]
- 2015 : Above & Beyond, Alex Vargas - All Over The World (Tom Staar's 5am Black Remix) [Anjunabeats]
- 2015 : Sam Feldt - Show Me Love (Kryder & Tom Staar Remix) [Spinnin Remixes]
- 2015 : Will K – Here Comes The Sun (Tom Staar Remix) [Armada Trice]
- 2015 : Dimitri Vegas & Like Mike vs Ummet Ozcan - The Hum (Kryder & Tom Staar Remix) [Smash The House]